# Kantor fahndet
Kantor fahndet (Originaltitel: Kántor) ist eine ungarische Krimi-Fernsehserie, die 1975 – 1976 in fünf Episoden gedreht wurde.
Sie basiert auf den Romanen Kantor auf der Spur (Originaltitel: Kántor nyomoz) und Grossfahndung mit Kantor (OT: Kántor a nagyvárosban) von Rudolf Szamos. Die Hauptrolle spielt Kantor, der ein Deutscher Schäferhund mit dem echten Namen Tuskó ist. Er geht zusammen mit seinem Besitzer, dem Polizisten Csupati, auf Verbrecherjagd.

## Episodenliste
| Nr. | Originaltitel     | Erstausstrahlung | Länge (min) |
| --- | ----------------- | ---------------- | ----------- |
| 1   | Külvárosi őrszoba | 11.11.1976       | 52          |
| 2   | A postarablás     | 18.11.1976       | 60          |
| 3   | Az erdész halála  | 25.11.1976       | 48          |
| 4   | Havas történet    | 2.12.1976        | 62          |
| 5   | Az ellopott vonat | 9.12.1976        | 44          |